# Eric Peters (Maler)
Eric Peters (* 3. Oktober 1952 in Stolberg (Rheinland)) ist ein deutscher Maler, der in Aachen lebt und arbeitet.

## Leben

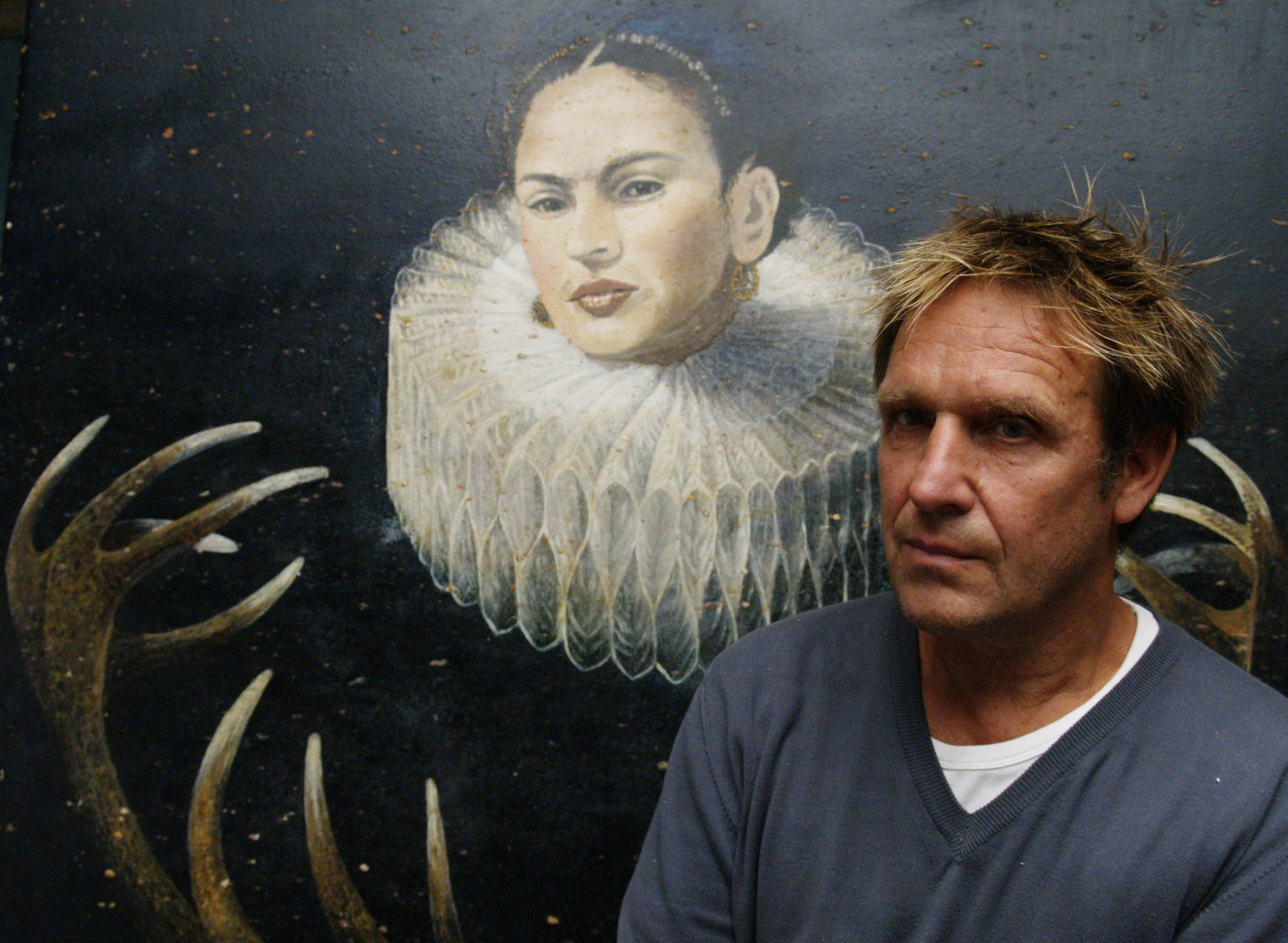
Eric Peters vor einem seiner Bilder

Nach Beendigung seiner Schullaufbahn besuchte Eric Peters die Fachhochschule Aachen und schloss den Ausbildungsschwerpunkt Mode-Design 1974 mit Auszeichnung ab. Nachdem er bereits 1974 an einer Ausstellung junger Künstler im Aachener Suermondt-Ludwig-Museum teilgenommen hatte, erhielt er 1976 den Förderpreis der Stadt Aachen. 1976 nahm Eric Peters am II. Symposium des Deutsch-Französischen Jugendwerkes in Bordeaux teil und realisierte dort die Kultur-Natur-Pyramide (Land-Art). 1979 erhielt Peters ein Stipendium des Deutsch-Französischen Jugendwerks, das ihm einen längeren Studienaufenthalt in Frankreich ermöglichte. Ab 1979 beschäftigte sich Peters mit dem Entwurf und der eigenhändigen Herstellung von Möbeln. 1982 gründete er das Unternehmen Design-Pool. Das Interesse an ostasiatischen Philosophien und Lebenseinstellungen führte Peters 1986 in die intensive Auseinandersetzung mit der von Vanda Scaravelli entwickelten Yogapraxis, die er durch Vermittlung von Sandra Sabatini erlernte. Seit 1987 ist Peters als freier Künstler tätig.

## Werk

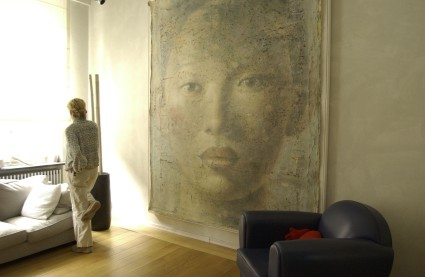
Gemälde von Eric Peters

Eric Peters’ Werk kreist um die Geheimnisse der Schöpfung und die Tiefen der menschlichen Psyche, die er mit dem klar umrissenen Themenrepertoire von Porträt, Tierdarstellung und Landschaftsmotiv erschließt. Verankert in den Traditionen von Symbolismus, Dadaismus, Surrealismus und auch der Wiener Schule des Fantastischen Realismus, bedient er sich aus dem großen Schatz der Kunstgeschichte.
Eric Peters beschreibt Prozess und Ergebnis seines Schaffens als „Q-bistische Superposition“
„Der QBismus (oder abgeleiteter Bayesscher Wahrscheinlichkeitsbegriff) ist eine Interpretation der Quantentheorie, die die Objektivität des Quantenzustands leugnet“ und ihn als „Ausdruck einer subjektiven Überzeugung des Beobachters auffasst.“ (Denn:) „Eine Messung enthüllt keinen zuvor existierenden Zustand der Dinge“, sagt Christopher Fuchs vom Perimeter Institute im kanadischen Waterloo, einer der Begründer des QBismus, (sondern:) „Es ist etwas, das ein Akteur mit der Welt anstellt und das zur Schöpfung eines Resultates führt, einer neuen Erfahrung für diesen Akteur.“ Das, was Eric Peters im malerischen Schaffensprozess mit seinem Werk widerfährt, ist im übertragenen Sinne das, was der quantenmechanisch Messende mit sich selbst und der Welt anstellt.
Der Kreis als Zeichen vollkommener Harmonie findet sich als kompositorisches Grundelement von Eric Peters’ Malerei in vielen der dargestellten Motive. Der Kreis verweist auf die Auseinandersetzung des Künstlers mit den philosophischen Systemen Ostasiens, deren persönliche Adaption Eric Peters Werken eine innere Kraft verschafft, die den Betrachter unmittelbar anspricht. Die perfekte Illusion in der Fläche und die sinnliche Ausstrahlung wecken beim Betrachter die Lust, die Oberfläche der Bilder nicht nur mit den Augen zu erkunden, sondern auch die Bildgegenstände zu ertasten, die makellosen Teints der Frauenantlitze, die Felle der Wildkatzen und die gläsernen und metallischen Oberflächen von Schalen und Krügen zu berühren.
Peters Bilder sind unter anderem im Space Center der NASA in Houston, Texas (USA), in der Neil Armstrong Hall der Purdue University in Lafayette, Indiana (USA) und in der Sammlung des Russischen Nationalmuseums in Sankt Petersburg zu finden, darunter das 2009 angefertigte Gemälde Nofretete, das erstmals im Sommer 2010 in zwei großen Ausstellungen in 16 Varianten  präsentiert wurde.

## Ausstellungen
Die Gruppenausstellung „Junge Künstler in Aachen“ im Suermondt-Ludwig-Museum in Aachen im Jahr 1973 markiert den Beginn von Peters’ öffentlicher Wahrnehmung. Danach folgten:
- 1975 Kostümspiel. Zeichnungen, Stadttheater Aachen
- 1976 Installationen. Atrium, Neue Galerie, Sammlung Ludwig, Aachen.
- 1979 Sonnensysteme. Installationen, Galerie Hock, Aachen (Kat.) – Bodeninstallationen. Galerie Porsch, Düsseldorf (Kat.).
- 1986 EUREGIONALE1, Aachen
- 1987 Galerie Werkhof Bissendorf, Hannover.
- 1993 Neue Arbeiten, Bock-Galerie, Aachen (Kat.); Palladium I, Pallas GmbH, Brühl.
- 1994 Antestadt, Museu Nacional de Belas Artes, Rio de Janeiro (Kat.).
- 1996 Fünf buddhistische Mönche aus dem Kloster des Dalai Lama malen Sand-Mandalas im Ludwig-Forum für Internationale Kunst, Aachen; Galerie Dante, Amsterdam; Idee und Umsetzung des Projektes.
- 1997 Werke, Galerie Camue, Mannheim (Kat.).
- 1998 Galerie Linde Trottenberg, Bonn.
- 1999 Westland Place Gallery, London.
- 2001 Palladium X, Pallas GmbH, Brühl.
- 2002 I Am The Rabbit In Your Headlight, Klinik für Epileptologie, Rheinische Friedrich-Wilhelms-Universität, Bonn.
- 2003 Elf leere Schalen, MultiArt International, Bonn.
- 2005 Im Auge des Tigers, Suermondt-Ludwig-Museum, Aachen.[3]
- 2006 Twice / Was Your Queen. Gremillion Fine Art Inc., Houston, Texas, USA.
- 2010 Lichtspiele. Russisches Museum, Sankt Petersburg;
- 2010 Von Angesicht zu Angesicht. Malerei von Eric Peters, Geschäftsstelle der Deutschen Forschungsgemeinschaft, in Kooperation mit MultiArt International, Bonn.
- 2012 Art Track, Zuidstationstraat 8, Gent, Belgien
- 2012 Gremillion & Co. Fine Art. Inc., Houston und Dallas Texas / USA
- 2012 IKOB – Museum für Zeitgenössische Kunst, Eupen / Belgien
- 2013 One-man-show, Galerie Brennecke, Berlin, art Karlsruhe 2013
- 2014 art Karlsruhe 2014
- 2014 Europa entführen, Rahmenprogramm zur Verleihung des Internationalen Karlspreises zu Aachen 2014.
- 2016  Überall, IKOB – Museum für Zeitgenössische Kunst, Eupen / Belgien[4]